# John de Mol
Johannes „John” Hendrikus Hubert de Mol (ur. 24 kwietnia 1955 r. w Hadze) – holenderski potentat mediowy.
Twórca i właściciel firm produkcyjnych Talpa Network i Endemol Shine Group, którą założył wraz z Joopem van den Ende.
W latach 1997–1999 pod szyldem własnej firmy John de Mol Produkties tworzył reality show Big Brother. W 2010 wymyślił programu typu talent show The Voice of Holland.
W 2005 magazyn „Forbes” umieścił go na liście „500 najbogatszych ludzi świata”.